# Plagiometriona herbea
Plagiometriona herbea  (лат.) — вид жуков щитоносок (Cassidini) из семейства листоедов. 
Эндемик Южной Америки: Боливия (Comarapa); Бразилия (Mato Grosso, Entre Rios, Rio de Janeiro, Rio Grande do Sul, Santa Catarina); Парагвай (Paraguari). 
Форма тела уплощённая. Растительноядный вид, питается растениями семейства паслёновые (Solanaceae: Solanum mauritianum).